# Bennett M. Stewart

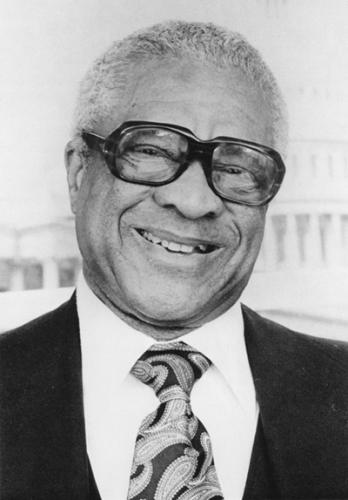
Bennett M. Stewart

Bennett McVey Stewart (* 6. August 1912 in Huntsville, Alabama; † 26. April 1988 in Chicago, Illinois) war ein US-amerikanischer Politiker der Demokratischen Partei, der für eine Legislaturperiode Vertreter von Illinois im US-Repräsentantenhaus war.

## Leben
Nach dem Besuch öffentlicher Schulen in Huntsville und Birmingham studierte Stewart am dortigen Miles College, schloss das Studium 1936 mit einem Bachelor of Arts (B.A.) ab und war danach Konrektor der Irondale High School. Nachdem er zwischen 1938 und 1940 Außerordentlicher Professor (Associate Professor) für Soziologie am Miles College war, wurde er Manager bei einem Versicherer und stieg dort 1950 zum Direktor des Unternehmens in Illinois auf. 1968 wechselte er in den öffentlichen Dienst und war Inspektor beim Bauamt von Chicago sowie kurz darauf Fachmann für Rehabilitationsmaßnahmen beim Chicagoer Amt für Stadtentwicklung.
Seine politische Laufbahn begann Stewart in der Kommunalpolitik, als er 1971 im 21. Ward zum Mitglied des Stadtrates von Chicago gewählt und 1975 bestätigt wurde. Daneben war er zwischen 1971 und 1978 Delegierter der Democratic Conventions von Illinois sowie 1972 und 1976 Mitglied des Komitees der Demokratischen Partei für den 21. Ward Chicagos. Er war darüber hinaus 1972 und 1976 Delegierter bei den Democratic National Conventions.
Bei den US-Kongresswahlen 1978 wurde Stewart als Kandidat der Demokratischen Partei zum Mitglied in das US-Repräsentantenhaus gewählt und vertrat dort vom 3. Januar 1979 bis zum 3. Januar 1981 für eine Legislaturperiode den ersten Kongresswahlbezirk von Illinois als Nachfolger von Ralph Metcalfe. Nachdem er 1980 bei seinen Bemühungen für eine erneute Nominierung gescheitert war, war er von 1981 bis 1983 Verwaltungsassistent von Jane Byrne, die 1979 als erste Frau Bürgermeisterin von Chicago wurde.

## Hintergrundliteratur
- Black Americans in Congress, 1870-2007, United States Government Printing Office, Washington, D.C. 2008